# حوزه انتخابیه سی‌وچهارم کالیفرنیا
حوزه انتخابیه سی‌وچهارم کالیفرنیا یک حوزه انتخابیه مجلس نمایندگان آمریکا است که در ایالت کالیفرنیا قرار دارد.